# Mijakovo Polje
Mijakovo Polje je naseljeno mjesto u općini Tomislavgrad, Federacija Bosne i Hercegovine, BiH.

## Stanovništvo

### 1991.
Nacionalni sastav stanovništva 1991. godine, bio je sljedeći:
ukupno: 184
- Hrvati - 183 (99,46%)
- ostali, neopredijeljeni i nepoznato - 1 (0,54%)

### 2013.
Nacionalni sastav stanovništva 2013. godine, bio je sljedeći:
ukupno: 232
- Hrvati - 232 (100%)